# Leeds Arts University

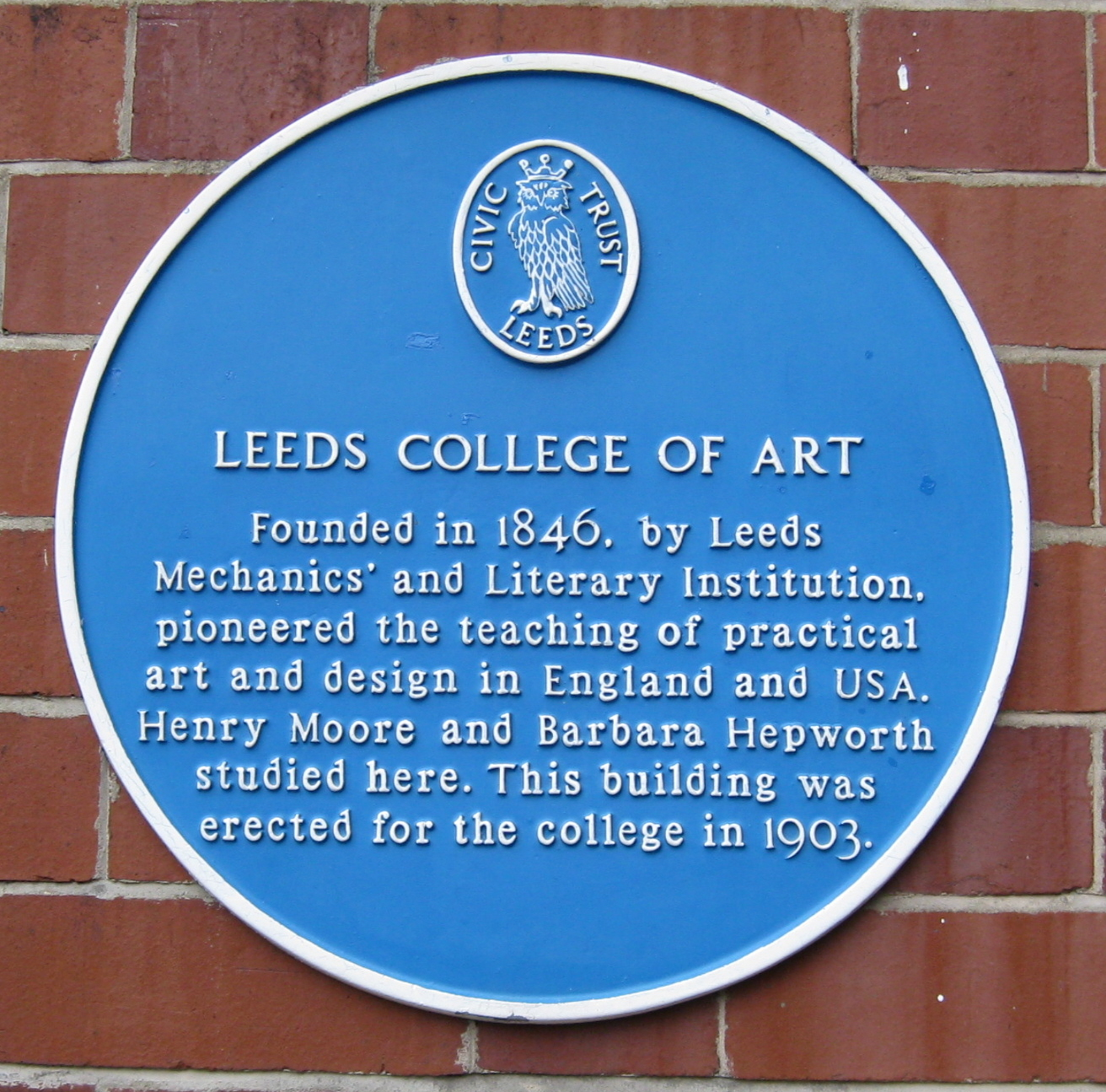
Targa posta nella sede dell'università in Vernon Street, a Leeds

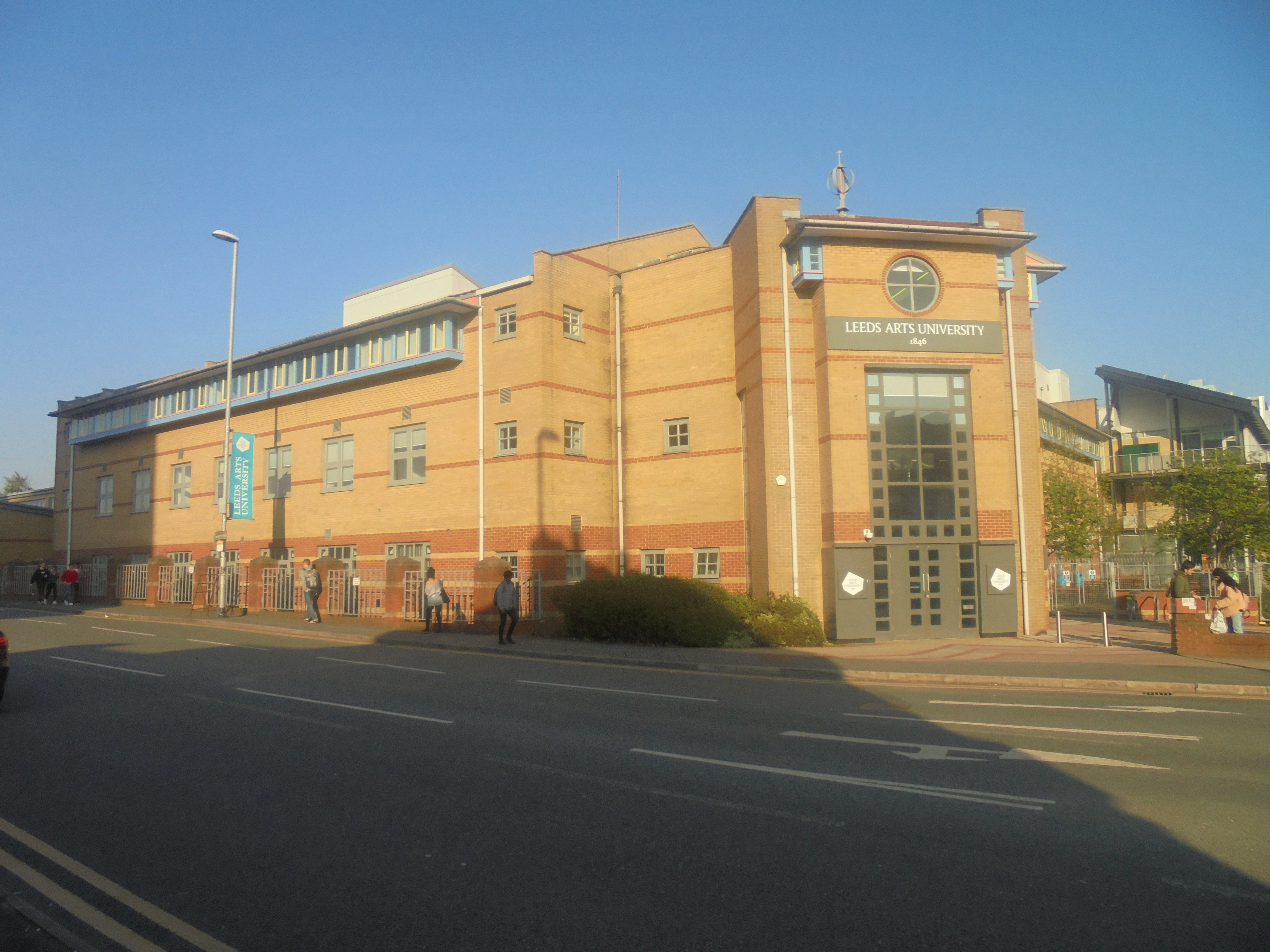
L'edificio sede della Leeds Arts University nel 2018

La Leeds Arts University, già nota come Jacob Kramer College e prima ancora come Leeds School of Art, è un istituto di istruzione secondaria con sede nella città inglese di Leeds. 
L'università ha due sedi in città, collocate a Blenheim Walk (53.80882°N 1.55148°W) e in Vernon Street (53.801822°N 1.546684°W). Eroga corsi per il conseguimento del titolo di baccelliere in arte (B.A.). Sorge di fronte all'Università di Leeds.

## Storia
Fondato nel 1846 con il nome di Leeds School of Art, dal 1968 al 1993 l'ente era noto come Jacob Kramer College, quando perse alcuni fondi a vantaggio del Politecnico di Leeds (la futura Leeds Beckett University). Era conosciuto come Leeds College of Art and Design fino al 2009; in seguito ha assunto il nome di Leeds College of Art. Nell'agosto 2017 la scuola assunse lo status di università e cambiò nome in Leeds Arts University.
Nell'autunno del 2016 il college ha guadagnato i poteri di Taught Degree Awarding e nell'agosto 2017 lo status di università. Come molti altri college d'arte britannici, ha un introito annuo modesto.

## Corsi

### Undergraduate
- BA (Hons) Animation
- BA (Hons) Comic & Concept Art
- BA (Hons) Creative Advertising
- BA (Hons) Creative Writing
- BA (Hons) Fashion Branding with Communication
- BA (Hons) Fashion Design
- BA (Hons) Fashion Photography
- BA (Hons) Filmmaking
- BA (Hons) Fine Art
- BA (Hons) Graphic Design
- BA (Hons) Illustration
- BA (Hons) Photography
- BMus (Hons) Popular Music Performance
- BA (Hons) Printed Textiles & Surface Pattern Design
- BA (Hons) Visual Communication

### Further education
- Level Two Diploma in Art & Design
- Access to Higher Education in Art & Design
- Extended Diploma in Art & Design
- Foundation Diploma in Art & Design

### Postgraduate
- MA Creative Practice
- MA Curation Practices
- MA Creative Practice
- MA Fine Art
- MA Graphic Design
- MA Graphic Novel
- MA Photography